# Ailanthus triphysa
El Ailanthus triphysa es un árbol de bosque tropical de Asia y Australia.

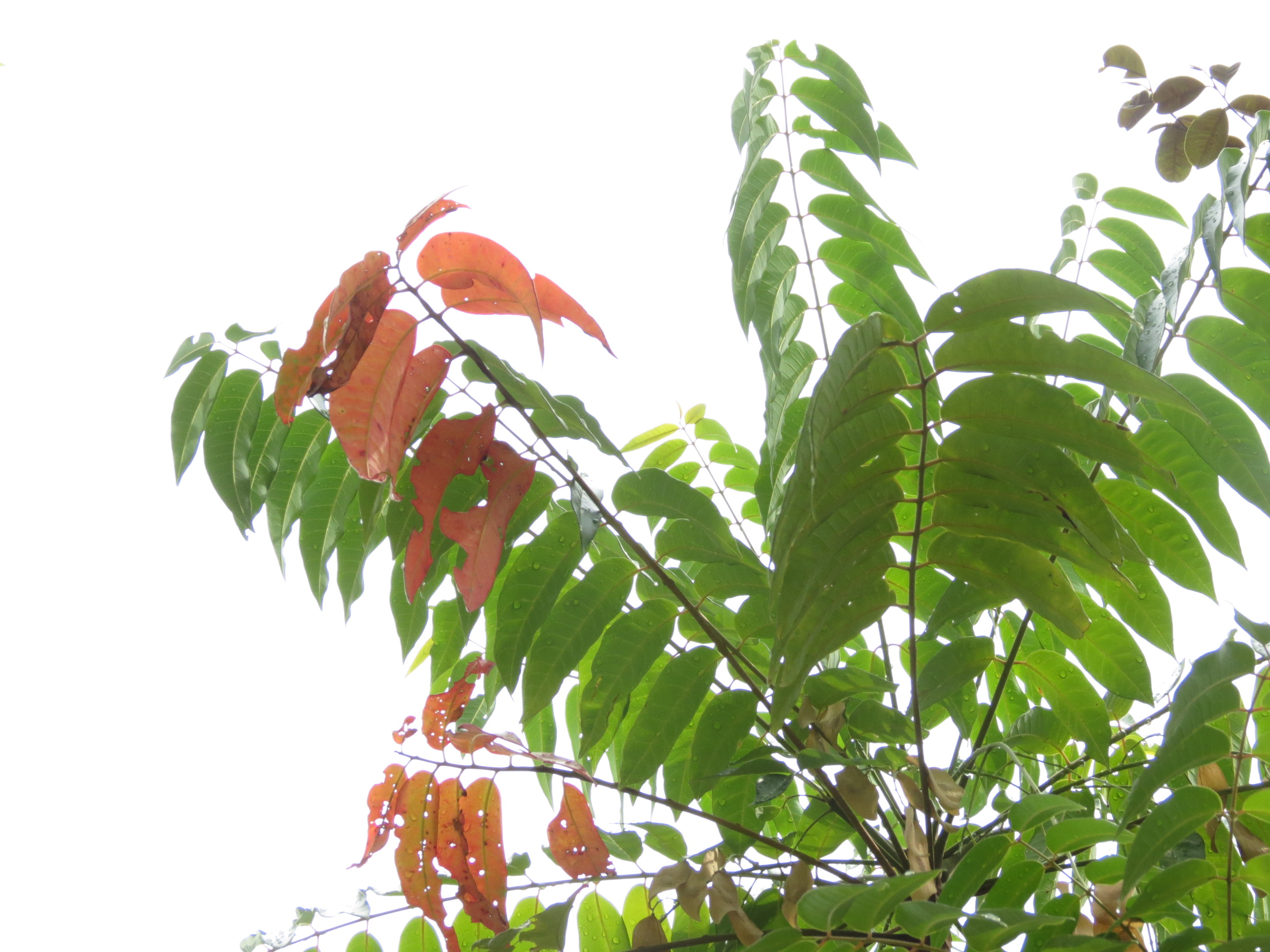
Hojas

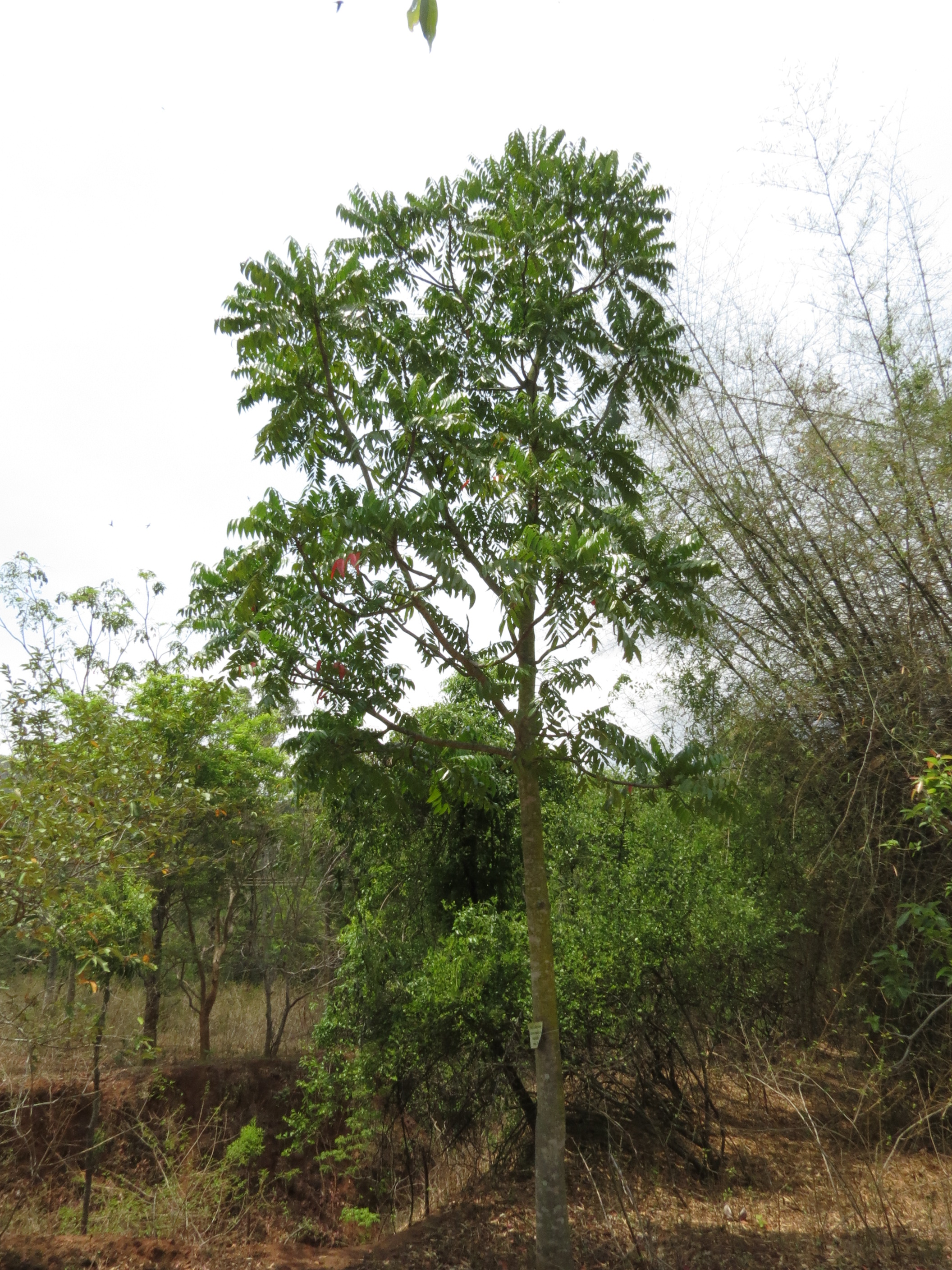
Vista del árbol

## Distribución
Se encuentra en India, Sri Lanka, China, Malasia, Birmania, Tailandia, Laos, Filipinas, Indonesia y Vietnam. En Australia la Ailanthus triphysa se distribuye en Australia Occidental, Queensland y por el sur hacia el río Clarence (Nueva Gales del Sur).

## Descripción
Es un árbol mediano y alto de hoja perenne de hasta 30 m y de 1.2 m de diámetro. El tronco no es reforzado, sino más bien recto y cilíndrico. La corteza es gris, áspera y algo parecida al papel de lija al tacto.
Las hojas son pinnadas, curvadas y en forma de hoz sacado una punta y particularmente oblicua en la base. La venación es prominente, las venas netas más evidente están en las hojas.
Las flores son de color verde crema, con floración de noviembre a enero en Australia. El fruto es una sámara, formando a menudo grupos de tres.

## Usos
La resina se utiliza con fines medicinales en la India. La madera también es de valor; siendo la clara, blanca y suave, es fácil de trabajar. La resina (halmaddi) también se utiliza en la fabricación de los tradicionales palitos de incienso de Nag Champa. La resina (aroma) del Ailanthus triphysa se aplica a los palos de bambú hendidos después de que los palos son nuevamente cubiertos de polvo de madera de sándalo y polen de plumeria. La resina tiene la ventaja de permanecer en un estado semisólido flexible, ya que absorbe la humedad del aire. También se utiliza en la fabricación de otros inciensos resinosos.

## Taxonomía
Ailanthus triphysa fue descrita por  (Dennst.) Alston. y publicado en Histoire de l'académie royale des sciences. Avec les mémoires de mathématique & de physique 1786: 265–271, t. 8. 1788.
Etimología
Ailanthus: nombre genérico que deriva de un nombre de Las Molucas que significa "árbol del cielo"
Sinonimia
- Adenanthera triphysa Dennst.
- Ailanthus malabarica DC.[5]